# ラスベガス
ラスベガス（西・英: Las Vegas, スペイン語発音: [las ˈβeɣas], 英語発音: [lɑːs ˈveɪɡəs]）は、アメリカ合衆国ネバダ州の都市。クラーク郡の郡庁所在地である。略称は、ベガス（Vegas）。人口は市内が約64万人、都市圏が約255万人（2021年）で、ネバダ州最大の都市である。
ラスベガス市に隣接するラスベガス・ストリップには、ベラージオ、シーザーズ・パレス、ベネチアンなどの大小のカジノホテル、及びそれに隣接するショッピングモール・劇場・飲食店・テーマパークが林立し、世界有数のギャンブルの街として一大観光地となっている。このことから「眠らない街」とも称される。
モハーヴェ砂漠内に位置しており、アメリカ国内の主要都市の中では最も乾燥した地域に位置する。市名はスペイン語で「肥沃地 (英: the meadows)」を意味するが、これは砂漠の中で比較的水に富むでことに由来する。市域の東側にはフーバーダムが存在する。

## 概要
ラスベガスは東海岸のニュージャージー州アトランティックシティと並んで、カジノなどのギャンブルで有名である。また、ラスベガスを含むネバダ州は法人税・個人所得税などが無い上に、他の税金も非常に税率が低いため、シティグループを始めとする大企業が進出していることでも知られる。

## 歴史

### 発見
1820年代後半にソルトレイクシティからカリフォルニアを目指すモルモン教徒によって発見された。ネバダ砂漠の中にあってこの付近は窪んだ地形となっており、オアシスとなっていた。ベガとはスペイン語で「肥沃な土地」を意味する女性名詞で、ベガスはその複数形である。これに女性定冠詞（複数形）を付けてラスベガスとなり、それが固有名詞となった。

### ゴールドラッシュと鉄道の開通
1840年代末に現在のカリフォルニア州で金が発見され、ゴールドラッシュが起こると、カリフォルニアに向かう砂漠の中の貴重な中継地点として定住する者が現れた。1905年5月15日にラスベガスが設立され、同年にユニオン・パシフィック鉄道の開通に伴って、水の便の良いラスベガスは蒸気機関車の給水地となり、現在のダウンタウンに駅が造られた。

### フーバーダムの建設
金鉱ブームも去った頃、1929年の株式大暴落に端を発した大恐慌が起り、さしたる産業の無いネバダ州では、税収確保のため1931年3月19日に賭博を合法化した。1931年に近郊（街の南東48キロメートル）にフーバーダムが着工され、ルーズベルト大統領のニューディール政策の時代の1936年に完成した。労働者の流入と安価な電力の供給で、街は大きく発展した。1940年代に入るとダムから得られる豊富な電力を利用して、第二次世界大戦中にはネバダ砂漠に軍事基地や核実験場（ネバダ核実験場）が続々と建設され、その関係者が町に住むようになった。

### 「カジノの都」

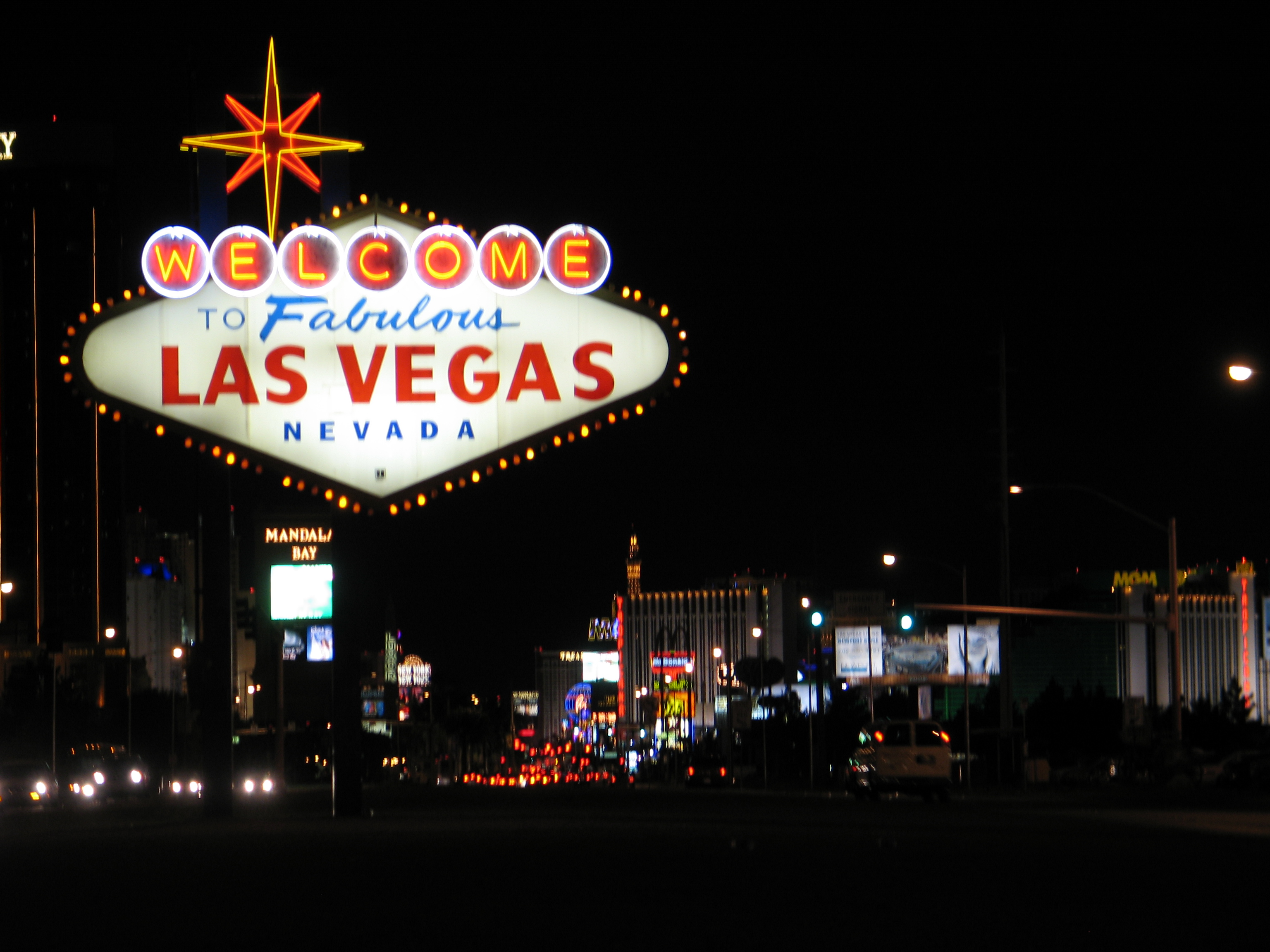
ラスベガス・ストリップの南側にある「」の看板

第二次世界大戦終結後の1946年にベンジャミン・シーゲル（バグジーとして知られる）がフラミンゴホテルを建設し、カジノが収益を上げることが判ると、マフィアが続々とホテルを建設するようになり、それらのホテルは同時に集客のためにフランク・シナトラやサミー・デイヴィス・ジュニア、リベラーチェなどのショーを定期的に行うようになった。街の建設資金は大半をモルモン教徒が融資した。
しかし1960年代後半頃から当局の取り締まりが厳しくなるにつれてマフィアは次々とホテルの経営権を手放すようになり、合法的な不動産会社、ホテルチェーン、ハワード・ヒューズのような大富豪などがこれらのホテルやカジノの経営権を引き継いだ。

### ホテルラッシュ
その後も資金融資などの形で限定的なマフィアの介入はあったが、ゲーミング・ライセンス（カジノ開設・運営の権利を定める一連の州法など）の厳格化に伴いその影響力は漸減し、1990年代にはほぼ払拭されたと考えられている。それに伴って投機ブームが起こり、より広い土地が必要となったこともあって市街は南方に大きく拡張した。そして1980年代の末頃から巨大テーマホテルブームが起こり、現在に至っている。また、この頃より各ホテルの広大な敷地を使ってのコンベンションなどが多数開かれるようになった。なお客室数ベースで世界の12大ホテルのうち11軒がラスベガス地区に存在する。ホテルが多い理由の1つとして、一定規模以上のカジノの建設は、客室数200室以上のホテルの付帯施設としてしか認可されないことが挙げられる。

### 新型コロナウイルス感染症の影響
2020年に入ると全米で新型コロナウイルス感染症（COVID-19）の流行が拡大して各都市に外出禁止令が発出された。ラスベガスも影響を避けられず、同年3月15日に目抜き通りに並ぶ数々のカジノやホテルが一斉に営業を休止すると発表した。このため4月に開催予定であったNFLドラフトの一般参加イベントが中止されたほか、5月に予定されていたアメリカ最大の旅行商談会IPW2020も中止された。

### 主な事件・事故
- 2017年 - ラスベガス・ストリップ銃乱射事件
- 2023年 - ネバダ大学ラスベガス校銃撃事件

## 地理

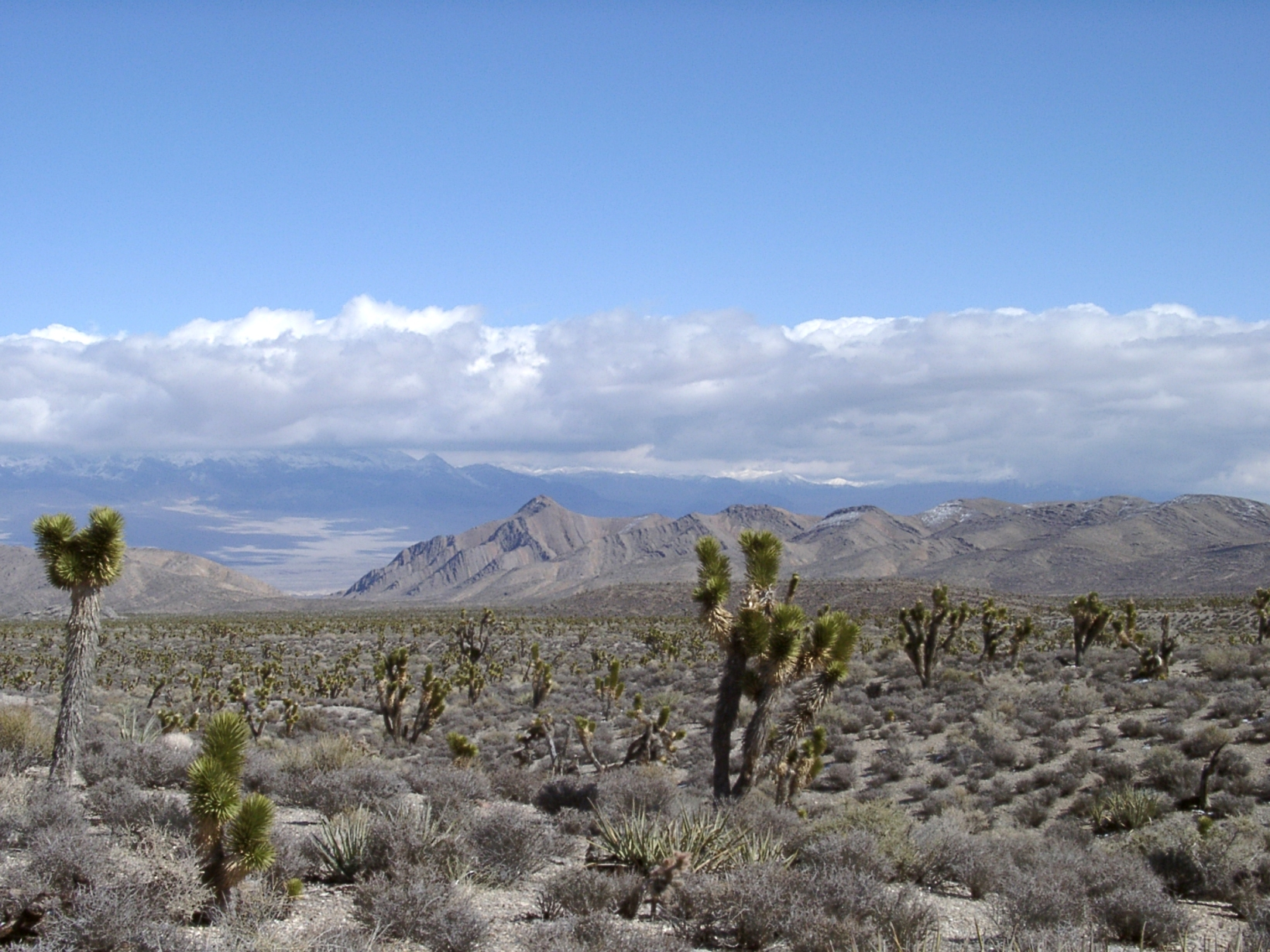
ラスベガス地域周辺の典型的な砂漠

ラスベガスは北緯36度11分39秒、西経115度13分19秒(36.194168, 115.222060)に位置している。
アメリカ合衆国統計局によると、この都市は総面積293.6km2(113.4 mi2)である。このうち293.5km2(113.3 mi2)が陸地で0.1km2(0.1mi2)が水地域である。総面積の0.04パーセントが水地域となっている。山に囲まれたネバダ砂漠の中の盆地に市街地が広がっている。北西に約105キロメートルの距離にはネバダ核実験場がある。行政的にはラスベガス市は現在ダウンタウンと呼ばれる地域一帯のみで、一般にラスベガスとして知られているのは、ラスベガス市を含むクラーク郡（ラスベガス都市圏）である。

## 気候
ケッペンの気候区分では砂漠気候（BWh）に属する。夏は暑く、日中の気温は40度を超えるが、湿度10パーセント以下と非常に乾燥しているのでそれほど不快ではない。一方、冬は冷え込みが強く、気温が氷点下を記録する日もある。
| ラスベガス（マッカラン国際空港）の気候 | ラスベガス（マッカラン国際空港）の気候 | ラスベガス（マッカラン国際空港）の気候 | ラスベガス（マッカラン国際空港）の気候 | ラスベガス（マッカラン国際空港）の気候 | ラスベガス（マッカラン国際空港）の気候 | ラスベガス（マッカラン国際空港）の気候 | ラスベガス（マッカラン国際空港）の気候 | ラスベガス（マッカラン国際空港）の気候 | ラスベガス（マッカラン国際空港）の気候 | ラスベガス（マッカラン国際空港）の気候 | ラスベガス（マッカラン国際空港）の気候 | ラスベガス（マッカラン国際空港）の気候 | ラスベガス（マッカラン国際空港）の気候 |
| 月                                     | 1月                                    | 2月                                    | 3月                                    | 4月                                    | 5月                                    | 6月                                    | 7月                                    | 8月                                    | 9月                                    | 10月                                   | 11月                                   | 12月                                   | 年                                     |
| -------------------------------------- | -------------------------------------- | -------------------------------------- | -------------------------------------- | -------------------------------------- | -------------------------------------- | -------------------------------------- | -------------------------------------- | -------------------------------------- | -------------------------------------- | -------------------------------------- | -------------------------------------- | -------------------------------------- | -------------------------------------- |
| 最高気温記録 °C （°F）                 | 25 (77)                                | 31 (87)                                | 33 (92)                                | 37 (99)                                | 43 (109)                               | 47 (117)                               | 47 (117)                               | 47 (116)                               | 45 (113)                               | 39 (103)                               | 31 (87)                                | 26 (78)                                | 47 (117)                               |
| 平均最高気温 °C （°F）                 | 14.4 (58.0)                            | 16.9 (62.5)                            | 21.3 (70.3)                            | 25.7 (78.3)                            | 31.6 (88.9)                            | 37.1 (98.7)                            | 40.1 (104.2)                           | 38.9 (102.0)                           | 34.4 (94.0)                            | 27 (80.6)                              | 19.1 (66.3)                            | 13.7 (56.6)                            | 26.7 (80.1)                            |
| 平均最低気温 °C （°F）                 | 4.1 (39.4)                             | 6.3 (43.4)                             | 9.7 (49.4)                             | 13.4 (56.1)                            | 18.8 (65.8)                            | 23.7 (74.6)                            | 27.2 (80.9)                            | 26.3 (79.3)                            | 21.7 (71.1)                            | 14.7 (58.5)                            | 8.1 (46.5)                             | 3.7 (38.7)                             | 14.8 (58.7)                            |
| 最低気温記録 °C （°F）                 | −13 (8)                                | −9 (16)                                | −7 (19)                                | −1 (31)                                | 3 (38)                                 | 9 (48)                                 | 13 (56)                                | 12 (54)                                | 6 (43)                                 | −3 (26)                                | −9 (15)                                | −12 (11)                               | −13 (8)                                |
| 降水量 mm （inch）                     | 13.7 (0.54)                            | 19.3 (0.76)                            | 11.2 (0.44)                            | 3.8 (0.15)                             | 3 (0.12)                               | 1.8 (0.07)                             | 10.2 (0.40)                            | 8.4 (0.33)                             | 6.4 (0.25)                             | 6.9 (0.27)                             | 9.1 (0.36)                             | 12.7 (0.50)                            | 106.5 (4.19)                           |
| 降雪量 cm （inch）                     | 2.3 (0.9)                              | 0.3 (0.1)                              | 0 (0)                                  | 0 (0)                                  | 0 (0)                                  | 0 (0)                                  | 0 (0)                                  | 0 (0)                                  | 0 (0)                                  | 0 (0)                                  | 0.3 (0.1)                              | 0.3 (0.1)                              | 3.2 (1.2)                              |
| 平均降水日数 （≥0.01 in）              | 3.1                                    | 4.0                                    | 2.9                                    | 1.6                                    | 1.2                                    | 0.6                                    | 2.5                                    | 2.6                                    | 1.6                                    | 1.7                                    | 1.7                                    | 3.0                                    | 26.5                                   |
| 平均月間日照時間                       | 244.9                                  | 248.6                                  | 313.1                                  | 345.0                                  | 387.5                                  | 402.0                                  | 390.6                                  | 368.9                                  | 336.0                                  | 303.8                                  | 246.0                                  | 235.6                                  | 3,822                                  |
| 出典1：NOAA(extremes 1937–present)     |                                        |                                        |                                        |                                        |                                        |                                        |                                        |                                        |                                        |                                        |                                        |                                        |                                        |
| 出典2：HKO(sun only, 1961–1990)        |                                        |                                        |                                        |                                        |                                        |                                        |                                        |                                        |                                        |                                        |                                        |                                        |                                        |

## 人口動勢
2000年現在の国勢調査で、この都市は人口478,434人、176,750世帯および117,538家族が暮らしている。人口密度は1,630.3/km2(4,222.5/mi2)である。649.9/km2(1,683.3/mi2)の平均的な密度に190,724軒の住宅建っている。この都市の人種的な構成は白人69.86%、アフリカン・アメリカン10.36%、先住民0.75%、アジア4.78%、太平洋諸島系0.45%、その他の人種9.75%および混血4.05%である。人口の23.61%はヒスパニックまたはラテン系である。
この都市内の住民は25.9%が18歳未満の未成年、18歳以上24歳以下が8.8%、25歳以上44歳以下が32.0%、45歳以上64歳以下が21.7%および65歳以上が11.6%にわたっている。中央値年齢は34歳である。女性100人ごとに対して男性は103.3人である。18歳以上の女性100人ごとに対して男性は102.5人である。
この都市の世帯ごとの平均的な収入は44,069米ドルであり、家族ごとの平均的な収入は50,465米ドルである。男性は35,511米ドルに対して女性は27,554米ドルの平均的な収入がある。この都市の一人当たりの収入は22,060米ドルである。人口の11.9%及び家族の8.6%は貧困線以下である。全人口のうち18歳未満の15.4%及び65歳以上の8.3%は貧困線以下の生活を送っている。

## 観光
2017年におけるラスベガス都市圏の観光産業が創出したGDPは225億ドルと域内GDPの20%を占め、都市圏の非農業従事者約98万人のうち、カジノ等観光産業従事者が約3割の約29万人となっている。

### カジノ

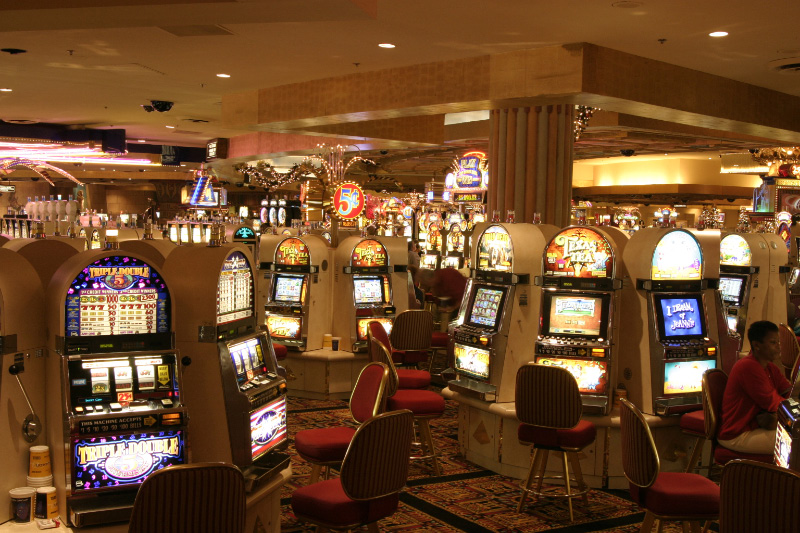
ラスベガスのカジノ

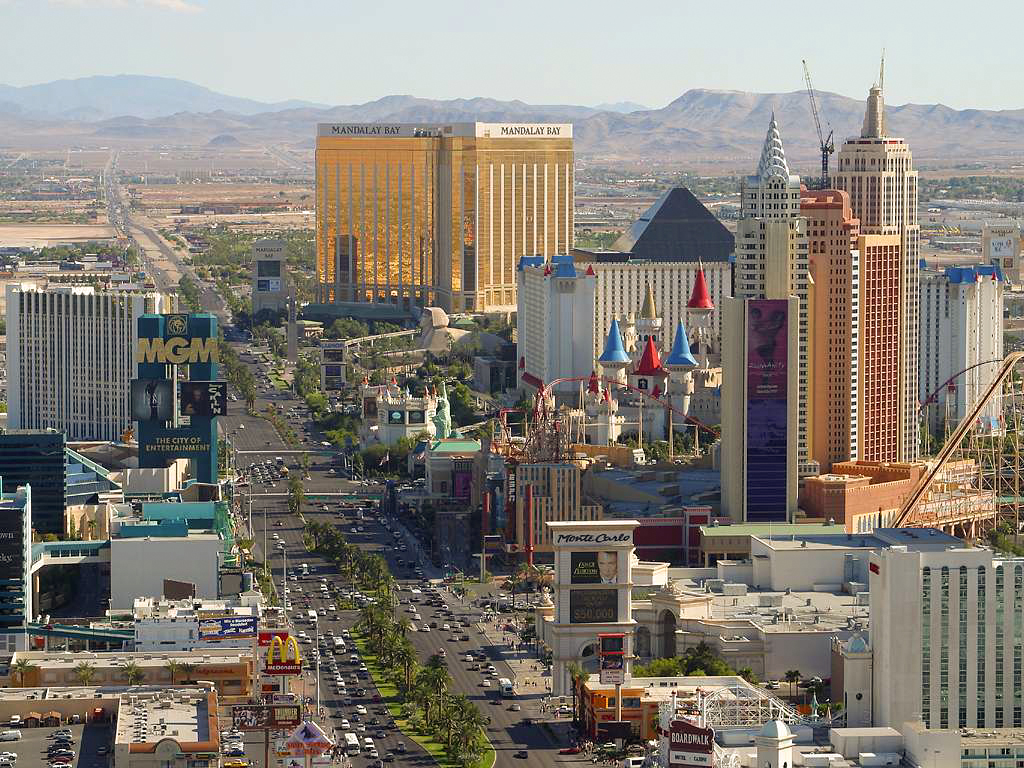
ラスベガス・ストリップ

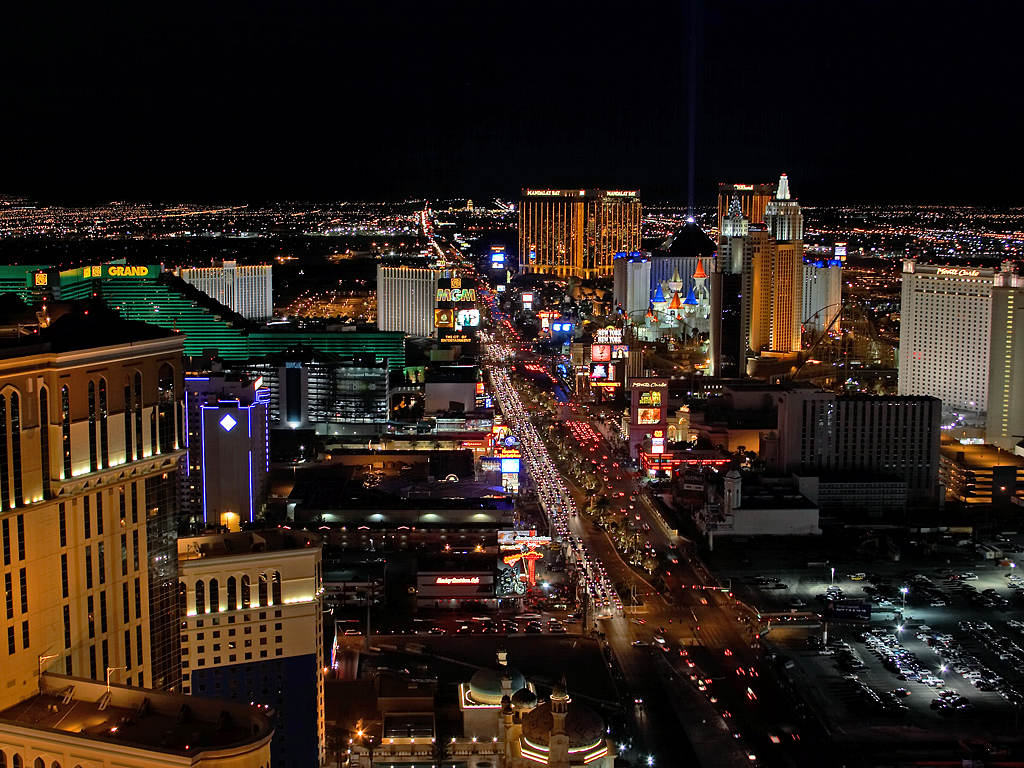
ラスベガス・ストリップの夜景

ラスベガスの主要産業はカジノであり、これが大きな観光資源となっている。ホテルのほとんどにカジノが併設されているだけでなく、空港ターミナル内にもスロットマシンが設置されており、24時間営業を行っている。それに伴って24時間営業のレストランなどもほぼ全てのホテルに存在し、「眠らない街」と呼ばれている。
テーブルゲームではブラックジャック・クラップス・ルーレット・バカラ・ポーカーなど、マシンゲームではスロットマシン・ビデオポーカー・ビデオキノ・スポーツブック（スポーツベッティング）・キノなどである。なお長い間カジノの売上世界一であったが、2006年にマカオ（中華人民共和国の特別行政区）に世界一の座を譲り渡した。

### ホテル
ラスベガス市内は、ホテルが密集するアメリカにおけるホテルの激戦地区である。ほとんどのホテルにはカジノが併設されて宿泊料金が低く設定されてきたが、近年は脱カジノ戦略により、大きなホールやサーカス専用劇場などを併設し、部屋自体のクオリティの向上のため宿泊料金は高くなる傾向がある。

### ショー
カジノの集客のため、各ホテルで様々なショーが開かれている。「ヘッドライナーショー」と呼ばれる有名歌手のコンサートは、古くはフランク・シナトラやエルヴィス・プレスリー、リベラーチェ、最近ではセリーヌ・ディオン（2007年12月15日をもって終了）、エルトン・ジョン、ベット・ミドラーが定期公演を行っている。プリンスは貸切りという特殊な形で毎週末ライブを行った（2006年4月終了）。また、近年ブロードウェイでヒットしたミュージカルなども公演されており、「ノートルダム・ド・パリ」、「シカゴ」、「ブルーマングループ」、「マンマ・ミーア!」などが過去上演され、あるいは上演中である。2009年現在シルク・ドゥ・ソレイユがサーカスを発展させた新しいタイプのショーを複数並行して公演しており人気を集めている。その他アクロバットを売物にしたショー、各種のマジックショー、プロダクションショーと呼ばれるレビュー形式のショーやスタンダップコメディ（漫談）なども盛んである。ラスベガスで公演することはエンターテイナーとして一種のステイタスとみなされることが多い。

### ホテル自体のアトラクション

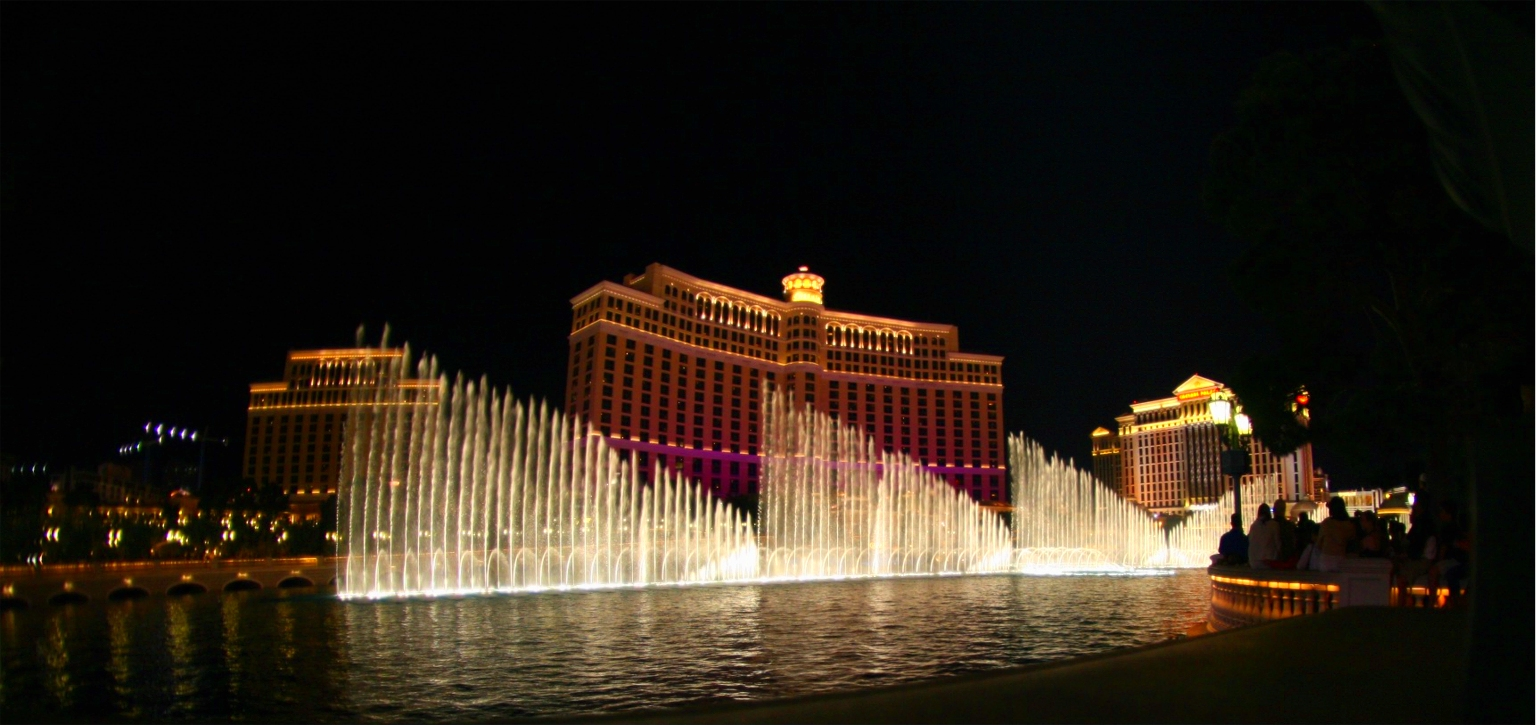
ベラージオで行われている噴水ショー

各ホテル屋外あるいは屋内で様々なアトラクションが行われている。有料のアトラクションについては、以前は集客のため安価に設定されることが多かったが、近年客層の変化（ギャンブルをしない客の増加）のためか料金が高騰する傾向にある。その一方で、ベラージオホテルの噴水ショー、ミラージュホテルの火山のアトラクション、トレジャー・アイランドの『サイレンズオブT.I.』など無料で観覧できる上質なアトラクションも数多く存在する。その他にもラスベガス・ヒルトンの『スタートレック・ジ・エクスペリエンス』（2008年9月に終了）などのような有料のアトラクションも多い。
また、格闘技系スポーツイベントも頻繁に行われ、ボクシングの世界タイトルマッチや総合格闘技のUFCは特に人気で、10,000人規模の観客を集める。2005年10月には大相撲の公演が行われたこともある。1999年からはボディビルの世界大会ミスター・オリンピアが毎年ここで行われ、単にボディビルだけでなく多くの格闘（総合格闘技など）・フィットネスなどの広いジャンルの客層を呼び込んでいる。下記コンベンションも参照。

### 結婚式

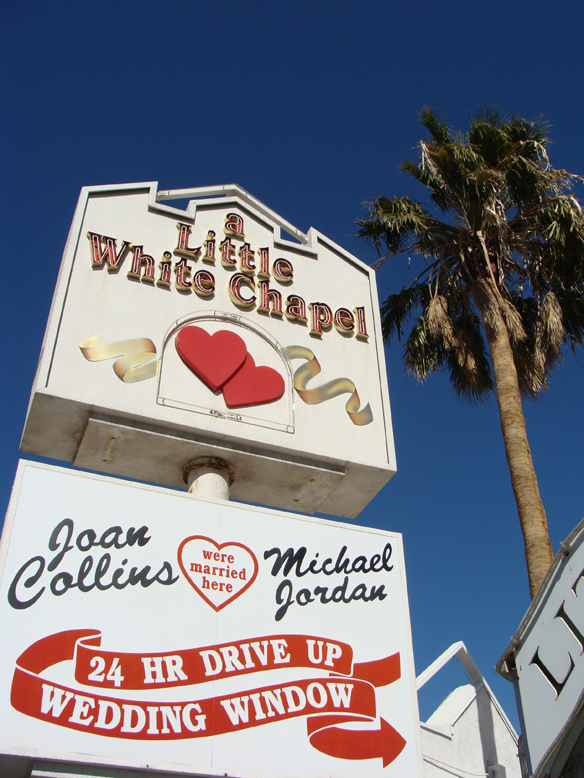
ラスベガスの結婚式場の1つ。24時間営業のドライブスルー挙式窓口がある

ラスベガスには結婚式場あるいは結婚式のみを行うための教会が数多く存在し（中にはドライブスルー式や24時間営業のところもある）、この街はウェディング・キャピタル・オブ・ザ・ワールドを標榜している。要因として、ネバダ州は婚姻・離婚の手続きが容易なことが挙げられ、アメリカの他の州の多くで求められる血液検査・婚姻許可前の再考期間も無い。ただし本人であることと年齢を証明するため、政府機関発行の写真付き身分証明書（運転免許証・パスポート・軍のIDカードなど）が必要である。

### 近郊への観光
近郊ではフーバーダム及びそのダム湖であるミード湖の観光が盛んである。レッドロック・キャニオン、デスバレーも近い。また、近郊といっても500キロメートル余り離れているが、グランド・キャニオン、モニュメント・バレー、ザイオン国立公園、ブラック・キャニオン、パウエル湖などへはラスベガスからのツアーで行くことが一般的である。さらに、ヨセミテ国立公園へのツアーなども存在する。

### コンベンション
近年コンベンション（大規模展示会・見本市）の誘致が盛んであり、毎月のように数万人規模のものがスケジュールされている。中でも、通常閑散期となる6月、11月頃は特に大規模なコンベンションがほぼ週末毎に開かれる。コンベンションの主催者にとって、参加者数をいかに増やすかが課題であり、コンベンション以外にも娯楽の多いラスベガスは、参加者にとって、ひいてはコンベンション主催者にとって魅力的な開催地となっていることがその背景にある。上記のボディビル世界大会ミスター・オリンピアがラスベガスで行われるようになってからは、それに準ずるコンベンションも毎年9月か10月に開催されており、単にボディビルだけでなくフィットネス系の大規模な展示会として多くの人がこれと大会を目当てに訪れる。会場としてはラスベガス・コンベンションセンター（LVCC）、サンズコンベンションセンター（SCC）が大きいが、大きなホテルの中には自前で施設を持つものも少なくない。

## スポーツ

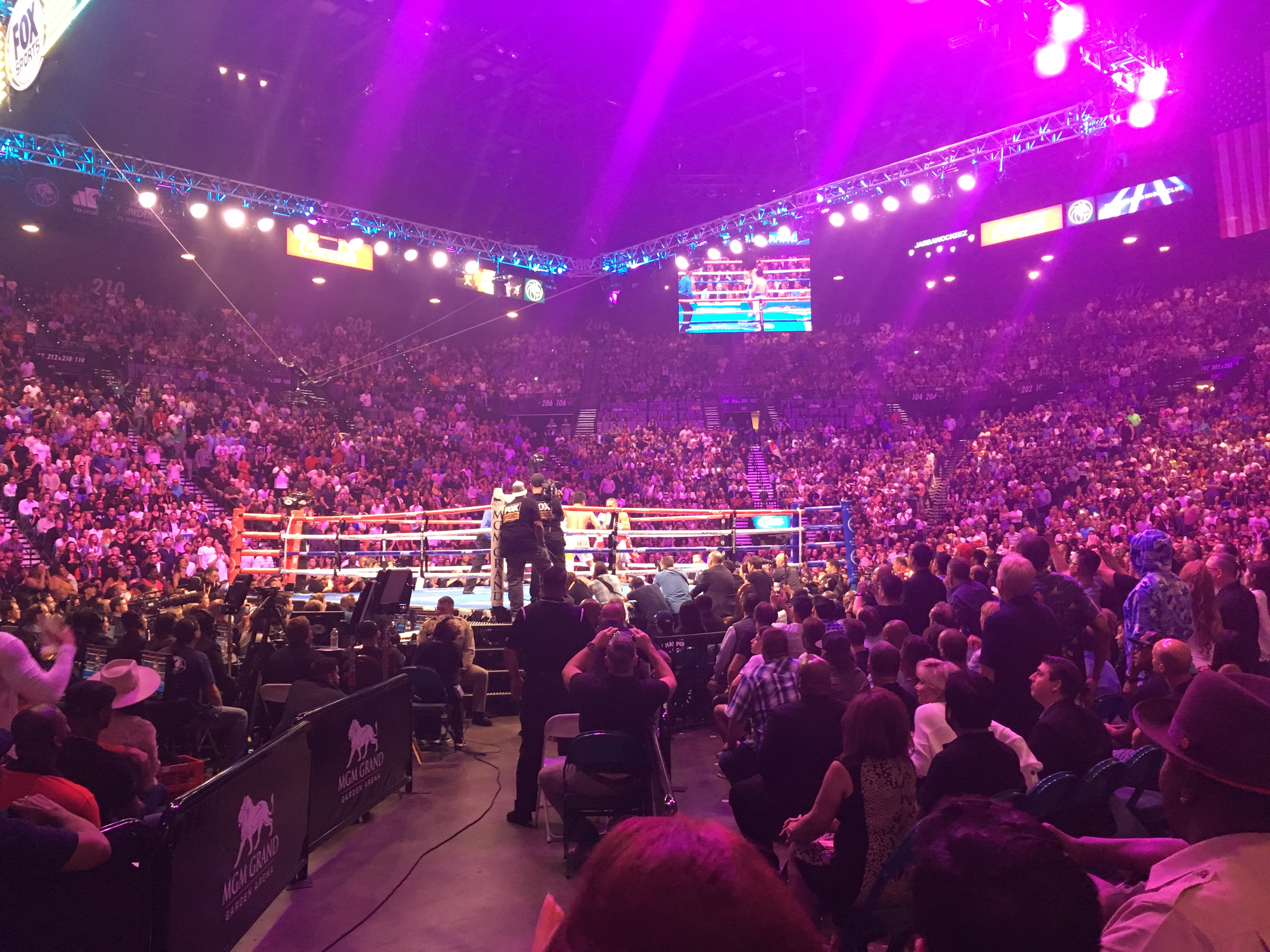
WBA世界ウェルター級 マニー・パッキャオ対キース・サーマン戦（2019年 MGMグランド・ガーデン・アリーナ）

カジノの集客の目玉としてボクシングの世界タイトルマッチが数多く行われており、ニューヨークとともに「ボクシングの聖地」と呼ばれている。試合会場はMGMグランド・ガーデン・アリーナ、T-モバイル・アリーナ、トーマス&マック・センター、ミケロブ・ウルトラ・アリーナ（旧マンダレイ・ベイ）などが利用される。注目度の高いカードには桁違いの金額が集まり、2015年にMGMグランドで行われたフロイド・メイウェザー・ジュニア 対 マニー・パッキャオ戦は興行収入5億ドル（約600億円）を超えるドリームマッチとなった。また、総合格闘技UFCの本拠地となっている。
ラスベガスは長らく北米4大プロスポーツリーグのチームが存在しなかったものの、2017-2018シーズンよりNHLのベガス・ゴールデンナイツが参入し、2020年にはNFLのオークランド・レイダースが移転してきた。2027年にはMLBのオークランド・アスレチックスが移転予定である。また、ラスベガス・ボールパークを本拠地とするマイナーリーグのラスベガス・アビエイターズがある。2023年にはXFLのベガス・バイパーズが本拠地を置いたが2024年にはチームが消滅した。
この他にもアメリカ版SASUKE、アメリカン・ニンジャ・ウォーリアーの決勝戦が目抜き通りにセットを設営して開催されている。e-sportsの祭典であるEVOも、毎年ラスベガスにあるホテルマンダレイ・ベイにて行われている。
モータースポーツでは、ラスベガス・モーター・スピードウェイでNASCARのレースが行われている。1981年・1982年にはシーザーズ・パレスの駐車場に全長3.65kmの仮設コースを用意し、F1ラスベガスGP（シーザーズ・パレスGP）が開催された。2023年にラスベガスGPが復活し、全長6,120mの市街地コースでナイトレースとして行われる。

## 交通

### 空港

#### ハリー・リード国際空港
ラスベガス郊外のパラダイスにあり、各ホテルへのアクセスが良いこと、そして空港内の随所にスロットマシンが置かれていることでも知られている。アメリカン航空・サウスウエスト航空・デルタ航空・ユナイテッド航空などの大手航空会社と、カナダ・メキシコ・韓国・イギリス・ドイツへの国際線が主に使用している。かつてはマッカラン国際空港という名称だったが、2021年にネバダ州選出の連邦上院議員ハリー・リードにちなみ改称された。
日本からのアクセスとしては、1998年に日本航空とノースウエスト航空がそれぞれ成田国際空港からノンストップ便の運行を開始した。しかしノースウエスト航空は2001年3月で撤退し、日本航空も同年9月のアメリカ同時多発テロ事件以降毎日運航していた本数を週3本に減便し、2006年9月限りで撤退した。
現在はロサンゼルス国際空港・サンフランシスコ国際空港あるいはポートランド国際空港などで国内線に乗り継いでラスベガスに入るのが一般的である他、韓国・仁川国際空港からはラスベガスへの直行便があるので、日本各地から仁川へ行き、そこから直行便に乗り換える方法もある。

#### ボルダーシティー空港
ラスベガス市外にあり、グランド・キャニオンへの観光飛行を行うシーニック航空が主に利用する他に自家用機も多く利用する。

#### ノースラスベガス空港
ラスベガス市内より車で15分ほど北へ行ったところにあるジェネラル・アビエーション空港。

### 鉄道
1997年に鉄道のアムトラックはラスベガス駅の旅客取り扱いを廃止した。

### モノレール

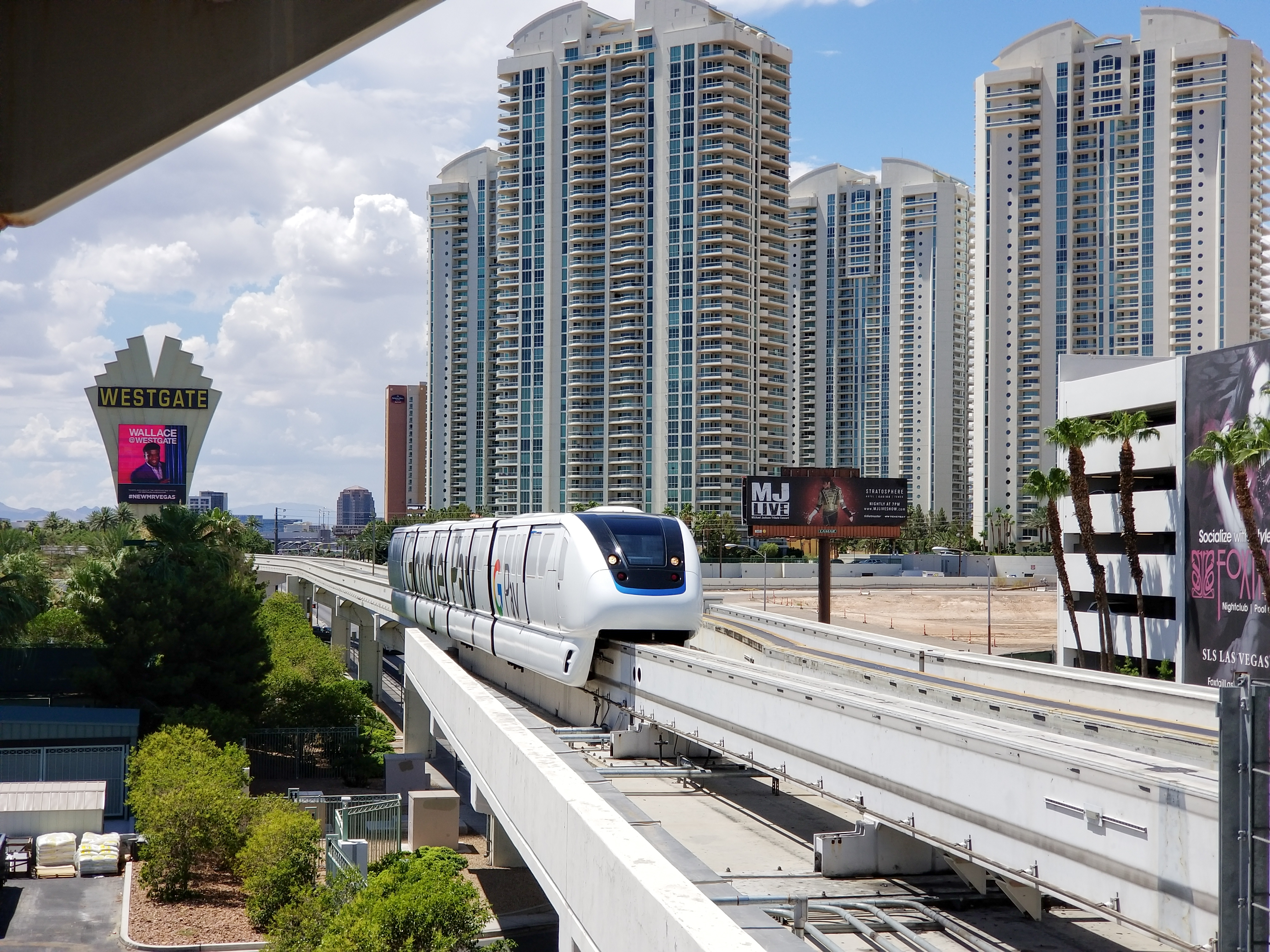
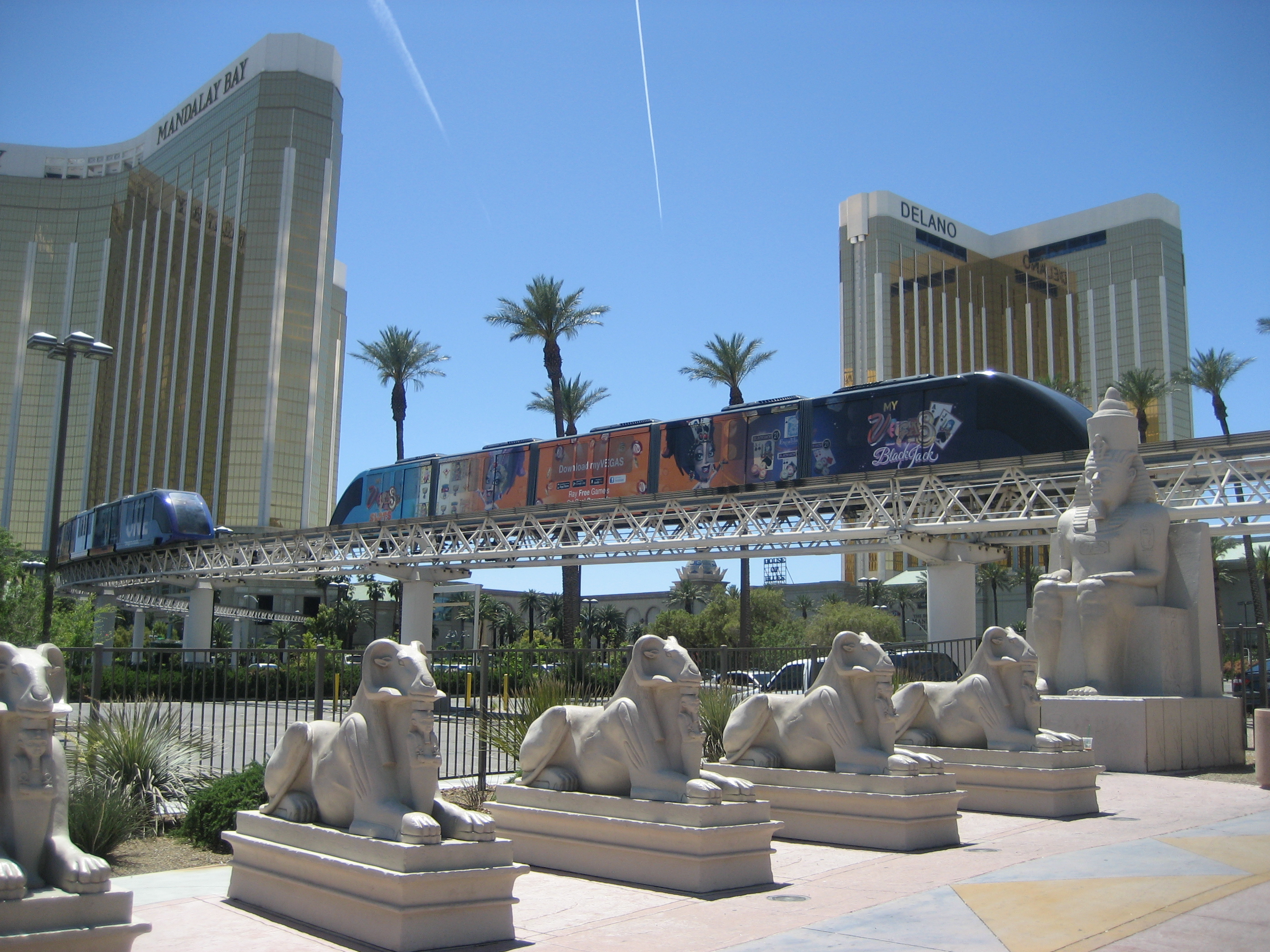
Mandalay Bay Tram
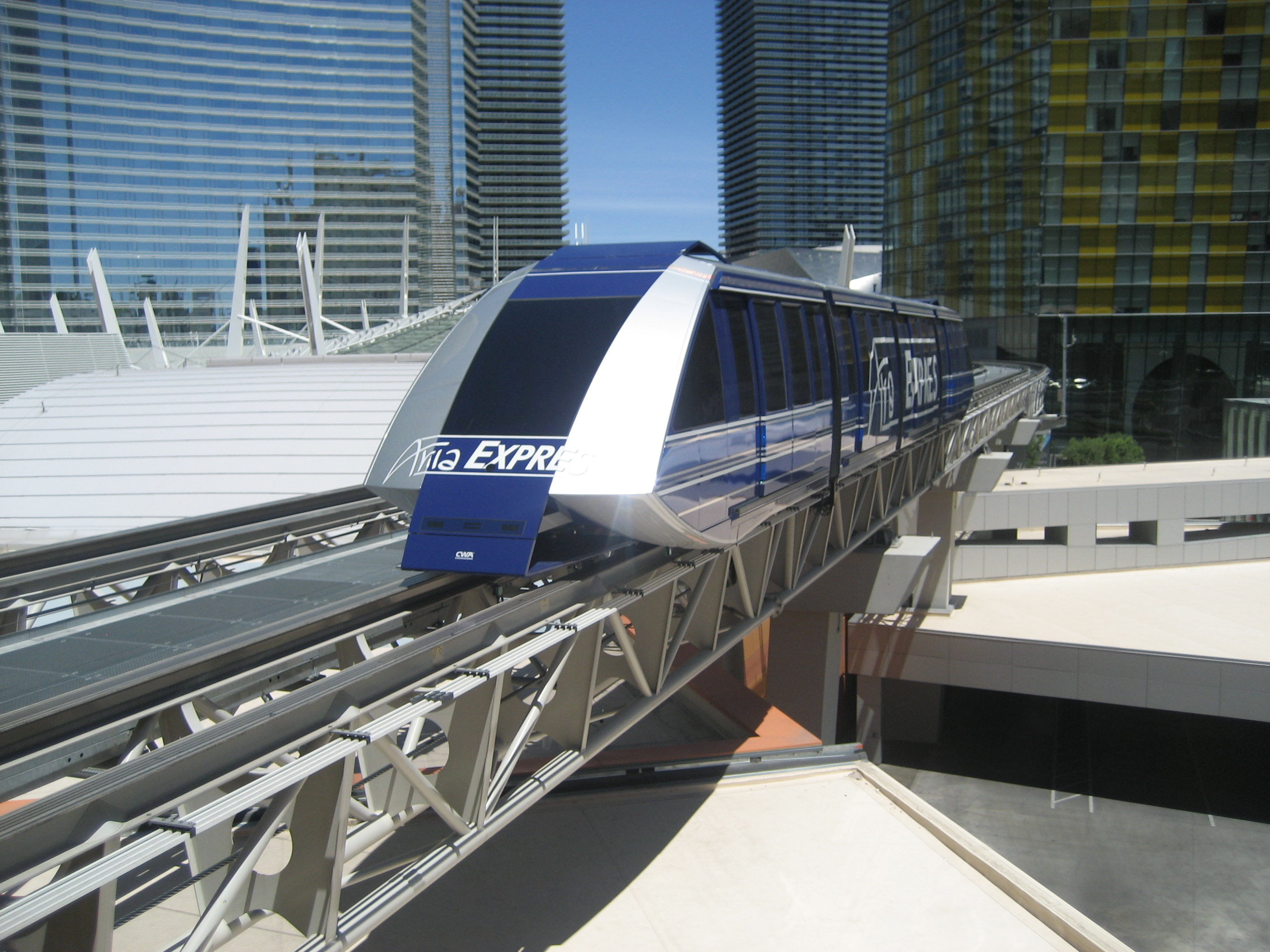
Aria Express
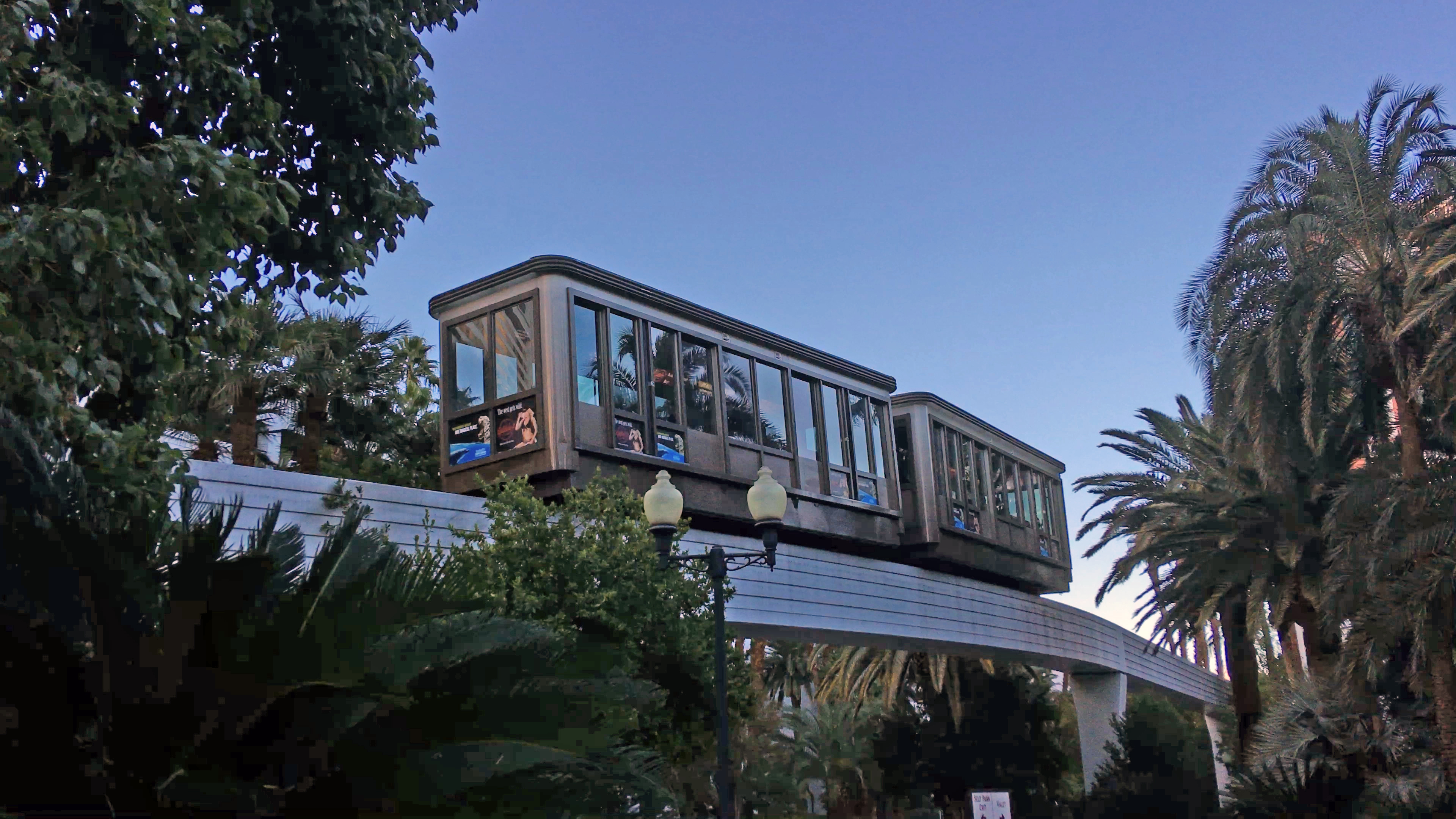
The Mirage-Treasure Island Tram

ラスベガスモノレールがラスベガス・ストリップの東側のホテルを結んでいる。将来マッカラン国際空港とダウンタウンまで延長される予定である。

### バス
高速バスのグレイハウンドは、ロサンゼルスとの間に14往復（所要時間6～7時間程度）が運行されているものの、ロサンゼルス側の停留所は比較的治安の悪い場所にある（特に夜間）。なおロサンゼルスから車で5時間程度の距離にあることから、ロサンゼルス・サンフランシスコからは自家用車もしくはレンタカーで行くことも可能である。

## 姉妹都市
- マカオ（中国）
- 安山市（大韓民国）
- ペルニク（ブルガリア）
- プーケット（タイ王国）
- アンヘレス（フィリピン）

## 関連書
- 『ラスベガス』ロバート・ヴェンチューリ、鹿島出版会、1978年
- 『ラスヴェガス物語―「マフィアの街」から「究極のリゾート」へ 』谷岡一郎、PHP研究所（1999/07）
- 『ラスベガスの挑戦―年間3百億ドルを稼ぎ出す眩惑都市の光と影』井崎義治 英治出版（2001/11/1）
- 『ラスベガスを創った男たち』烏賀陽正弘、論創社（2016/07）